# 搞笑野生动物摄影奖
搞笑野生动物摄影奖（Comedy Wildlife Photography Awards）是一个全球性的摄影比赛   ，由保罗·乔伊森·希克斯和汤姆·苏拉姆于2015年創辦。它成立的目的是通过使用积极和欢快的照片来促进野生动物及其周围环境的保护。該攝影比賽由於幽默有趣的照片，已经吸引全球的关注。截至2021年，搞笑野生动物摄影奖与Natalie Galustian、Joel Simons和Blink Publishing合作，總計出版了3本畅销书。该比赛在世界各地都有年度展览。